# وایت‌واتر (کالیفرنیا)
وایت‌واتر (به انگلیسی: Whitewater) یک منطقهٔ مسکونی در ایالات متحده آمریکا است که در شهرستان ریورساید، کالیفرنیا واقع شده‌است. وایت‌واتر ۲۵٫۵۶۹ کیلومتر مربع مساحت و ۸۵۹ نفر جمعیت دارد و ۴۸۰٫۰۷ متر بالاتر از سطح دریا واقع شده‌است.